# Sentiment de culpabilité (psychanalyse)
Pour les articles homonymes, voir culpabilité.
Le sentiment de culpabilité ( Schuldgefühl en allemand ; sense of guilt, guilt feeling en anglais), terme d'acception très large en psychanalyse, désigne entre autres un état affectif qui peut faire suite à un acte jugé répréhensible par la personne qui l'éprouve, même si la raison invoquée n'est pas adéquate (remords). Il peut s'agir aussi d'un sentiment d'indignité personnelle non relié à un acte précis.
Au niveau de l'analyse (névrose obsessionnelle), le sentiment de culpabilité est en partie inconscient.

## La culpabilité dans la théorie freudienne
Le sentiment de culpabilité, terme d'acception très large en psychanalyse selon le Vocabulaire de la psychanalyse, peut correspondre à un « état affectif consécutif à un acte que le sujet tient pour répréhensible ». La raison invoquée peut en être plus ou moins adéquate, par exemple quand il en va de remords du criminel ou d'auto-reproches qui paraissent absurdes, ou d'« un sentiment diffus d'indignité personnelle sans relation avec un acte précis » dont une personne s'accuse.
Au sens psychanalytique  d'un « système de motivations inconscientes » (comportements d'échec, conduites délinquantes, souffrances que s'inflige la personne à elle-même, etc.), le sujet peut « ne pas se sentir coupable au niveau de l'expérience consciente ».
Freud rejette le concept religieux de Dieu qui punirait toute mauvaise action en infligeant une maladie. Chez un patient, en tentant d'effacer la source de sa culpabilité, Freud remarque une seconde forme de culpabilité succédant à la première. Freud déduit « l'obstacle d'une culpabilité inconsciente... comme le plus puissant de tous les obstacles qui mènent vers la voie de la guérison. »

### Dette et culpabilité
En allemand le même signifiant « Schuld » désigne à la fois la dette et la culpabilité. Sigmund Freud approfondit ce lien qui lui semble éclater dans le cas de l’analyse d'un patient obsessionnel connu sous le nom de « l'Homme aux rats » paru en 1909. La névrose s'articulait autour d'une dette paternelle que le patient s'ingéniait à la fois à perpétuer et à rembourser.
Freud dans une lettre à Wilhelm Fliess faisait référence en ce qui le concernait à une dette ou faute de ce type dont il voit l'origine dans la naissance d'un jeune frère qui naquit peu de temps après lui pour mourir quelques mois plus tard.

### Le sentiment «inconscient» de culpabilité
Dans l'analyse d'une pièce de l'écrivain norvégien Henrik Ibsen, intitulée Rosmersholm, Freud veut montrer que les actions de l'héroïne, Rebecca, sont induites par une culpabilité liée à trois secrets. Le troisième de ces secrets est l'amour qu'elle porte à un homme dont elle ne sait pas qu'il est son père. Cette pièce que Freud appréciait beaucoup donnait une illustration du fait que la culpabilité inconsciente est toujours liée à la situation œdipienne.
Freud reprend ce modèle[réf. souhaitée] lorsqu'il discute la culpabilité inconsciente, indissociable du surmoi, sévère juge de la personne. Freud précise que le névrosé a bel et bien commis une faute, du moins dans son fantasme. Peut être n'y a-t-il pas eu d'acte mais l'intention à la source des reproches est bien réelle, et la culpabilité n'est guère que retournement sur la personne propre de l'agressivité. 
C'est dans cette culpabilité inconsciente que Freud verrait l'origine de certains échecs de cures psychanalytiques, les patients n'arrivant pas à surmonter un « masochisme moral » qui les pousse à expier indéfiniment une faute inconsciente. En effet, la culpabilité viendrait provoquer le passage à l'acte, et pas l'inverse.
Mais qu'en est-il vraiment de cette culpabilité inconsciente ?[style à revoir] Le modèle de l'affect semble en effet impliquer le système préconscient/conscient décrit dans la première topique, puisque le système inconscient est, selon cette approche théorique, siège de quantités pulsionnelles et non d'affects qualitatifs. Freud décide de ne pas trancher ce problème d'un affect inconscient et laisse la question ouverte. Il choisit donc une perspective descriptive, insistant sur l'évidence d'une culpabilité inconnue du Moi et pourtant génératrice de nombreuses démarches.
Cette culpabilité inconsciente peut prendre des formes contradictoires : ambition dévorante par volonté de faire mieux que le père ou au contraire échecs répétés dans les entreprises pour, au contraire, épargner le père. De fait, la pratique clinique montre que toute réussite peut être rongée par un sentiment de transgression qui serait alors induite par cette culpabilité de faire mieux que son géniteur.

### Culpabilité et mélancolie
Dans les années 1915-1917, Freud, dans son ouvrage « Deuil et mélancolie » montre que la psychose mélancolique s'articule autour d'un clivage inconscient chez le même sujet, à l'occasion d'un deuil. Celui-ci tient à la fois la position d'accusateur (qui s'en prend à l'objet d'amour disparu) et celui de l'accusé (qui retourne contre lui-même les reproches induits par cette disparition). 
L'instance psychique qui accuse le sujet, Freud l'appelle Surmoi. Il lui donne un rôle particulièrement important dans la vie psychique. Le Surmoi trouve son embryon dans le narcissisme primaire mais il prend sa forme accomplie au moment du complexe d'Œdipe. Il peut alors jouer un rôle stimulant pour le sujet mais il risque également de « s'emballer » et de conduire celui-ci à retourner contre lui-même ses pulsions agressives. Ceci est particulièrement visible dans la névrose obsessionnelle et plus encore dans la mélancolie.

### Alice Miller
Alice Miller explique que « de nombreuses personnes souffrent de ce sentiment oppressif de culpabilité dans leur vie, un sentiment de ne pas être devenu comme nos parents le voulaient... sans explication, ce sentiment de culpabilité peut s'accroître. »

### Otto Fenichel
La culpabilité est souvent associée à l'anxiété ; les patients maniaques, selon Otto Fenichel, réussissent à dévier leurs sentiments de culpabilité via « un mécanisme de défense qui ignore cette culpabilité à l'aide de la surcompensation... permettant au patient de ne pas ressentir la culpabilité. » Fenichel souligne que « la maîtrise des sentiments de culpabilité peut devenir une tâche dévorante dans la vie d'une personne... « la contre-culpabilité ». » De nombreuses techniques sont possibles, dont le refoulement.

## Culpabilité existentielle
En 1957, le philosophe Martin Buber souligne la différence entre la notion freudienne, basée sur les conflits internes, et la « culpabilité existentielle », basée sur les blessures infligées aux autres.

#### Textes de référence
- Sigmund Freud, "Remarques sur un cas de névrose obsessionnelle. L'homme aux rats" in Cinq psychanalyses, Paris, PUF, 1967.
- S. Freud, Totem et Tabou, Paris, Payot, 1968.
- S. Freud, "Deuil et Mélancolie" in Métapsychologie, Paris, Gallimard, 1968.
- S. Freud, Malaise dans la civilisation, Paris, PUF, 1971.

#### Études sur la notion
(Dans l'ordre alphabétique des noms d'auteurs :)
- M. Arambourou-Melese : "Les Héritiers de Don Juan: déconstruire la transmission coupable" Paris, Campagne Première, 2009.
- Yvon Brès, « « L’apport freudien » », Le Portique [En ligne], 2 | 1998, mis en ligne le 15 mars 2005, consulté le 06 juillet 2024. [lire en ligne] ; DOI : https://doi.org/10.4000/leportique.323
- Leon Grinberg : Culpabilité et Dépression, Paris, Les Belles-Lettres, 1992,  (ISBN 2251334483).
- Pierre Kaufmann (dir.), L'apport freudien. Éléments pour une encyclopédie de la psychanalyse, Paris, Larousse, 1998,  (ISBN 2037500203) ; Dictionnaire Bordas, 2003 ;
  - Pierre Kaufmann (dir.), « L'apport freudien : éléments pour une encyclopédie de la psychanalyse », sur gallica.bnf.fr (consulté le 7 juillet 2024)
- Jean Laplanche et Jean-Bertrand Pontalis, Vocabulaire de la psychanalyse, Paris, PUF, coll. « Bibliothèque de la psychanalyse », 1984 (1re éd. 1967), 523 p. (ISBN 2-13-038621-0), p. 440-441 (Sentiment de culpabilité).